# Reacciones sin disolventes

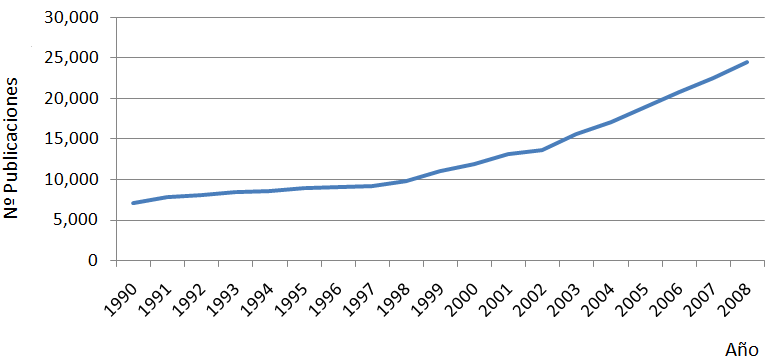
Evolución del número de publicaciones sobre reacciones sin disolvente en los últimos años. Datos de Science Direct (Marzo de 2009).

En la actualidad, la concienciación ambiental está creciendo entre la población, y las normativas legales en cuanto a contaminación son cada vez más estrictas; en consonancia con estos factores, se están desarrollando novedosas técnicas como alternativa a la química tradicional (técnicas no convencionales).
Dentro de las técnicas no convencionales se engloban las reacciones sin disolventes, que no hacen uso de los disolventes orgánicos volátiles (COVs), lo cual es una novedosa técnica cuya investigación ha crecido notablemente durante los últimos 10 años. Sus principales ventajas son la simplicidad de la síntesis, el ahorro de energía y disolventes y una reducción en la peligrosidad y toxicidad.
En las reacciones en las que interviene un disolvente o un líquido no es necesario una activación de la reacción, ya que se va a producir en el mismo medio, sin embargo, las reacciones sólido-sólido o sólido-gas normalmente requieren de una activación, bien sea por radiación microondas o fotolítica o alcanzando los puntos de fusión de los reactivos y productos (termal). Esta nueva estrategia no sólo implica la reducción de disolventes orgánicos (COVs), sino que también conlleva un ahorro de pasos, como las cromatografías, extracciones, recristalizaciones o destilaciones, así como un ahorro energético.
Esta nueva técnica cubre todas la ramas de la química: reacciones de oxido-reducción, reacciones de formación de enlaces, reacciones de hidrólisis y reacciones de protección-desprotección, de las que existen ejemplos descritos en la bibliografía de todas ellas.

## Antecedentes
Realmente las reacciones sin disolvente no son un nuevo concepto, ejemplos ilustrativos son la síntesis de urea llevada a cabo por Wöhler en 1828 o la formación de cetonas a partir de carboxilatos de bario o de calcio. Sin embargo, en los últimos años este tipo de reacciones han sido más estudiadas por su bajo impacto ambiental.

Síntesis de urea por Wöhler en 1868.

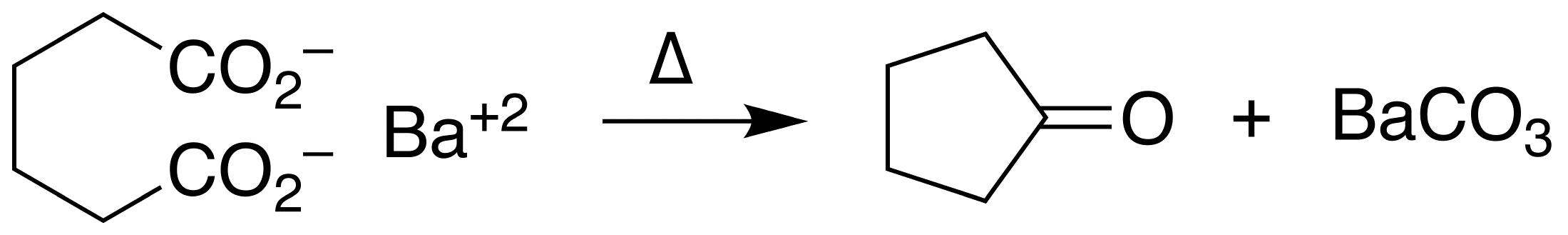
Síntesis de cetonas con carboxilatos de Bario.

## Ejemplos

### Radiación de microondas
La radiación microondas es un método alternativo de introducir energía térmica en las reacciones. La calefacción dieléctrica con microondas utiliza la posibilidad de algunos sólidos o líquidos de transformar la energía electromagnética en calor. Este modo de conversión de la energía in situ tiene muchos atractivos en química ya que su magnitud depende de las propiedades de las moléculas por lo que puede utilizarse para obtener selectividad.
Reducción: A. Vass, J. Dudas, J. Toth, R. S. Barma, Tetrahedron Lett., 42, 5347 (2001).doi:10.1016/S0040-4039(01)01002-4
Oxidación: Y. Zhao, Y. Wang, J. Chem. Res. (S), 70 (2001). ISSN 0308-2342
Formación C-C: B. C. Ranu, A. Hajra, U. Jana, Synlett, 75 (2000).

### Fotorradiación
Formación C-C: S. Shimada, A. Masaki, K. Hayamizu, H. Matsuda, S. Okada, Hnakanishi, Chem. Commun., 1421 (1997).ISSN 1359-7345
Formación C-O: M. Sakamoto, N. Sekine, H. Miyoshi, T. Mino, T. Fujita, J. Am. Chem. Soc., 122, 10210 (2000).

### Termal
reducción: F. Toda, K. Mori, Chem. Commun., 1245 (1989). DOI: 10.1039/C39890001245
reducción: G. Mehta, F. A. Khan, K. A. Lakshmi, Tetrahedron Lett., 33, 7977 (1992).
reducción: P. Jessop, D. C. Wynne, S. DeHaai, D. Nakawatase, Chem. Commun., 693 (2000).
Protección: B. Kaboudin, J. Chem. Res. (S), 402 (1999).
Desprotección: A. R. Hajipour, S. E. Mallakpour, I. Mohammadpoor-Batork, S. Khoee, Synth. Commun., 31, 1187 (2001).